# バズワード
バズワード（英: buzzword）とは、もっともらしいが実際には意味があいまいな用語のこと。そして専門用語のような言葉である。コンピュータや情報技術の分野でよく使われるが、政治など広い分野で使われる。言葉が人々に浸透し明確な意味を持つようになればバズワードではない。混乱を招かない、分かりやすいキャッチコピーのことではない。
英語の辞書では以下のような意味が説明されている。技術的な用語のようで素人に対して聞こえがいい、意味は曖昧で、飾り立てる（印象付ける）ような言葉のことである。専門用語や技術用語、権威付けされたような言葉。特定の期間やグループ、または分野の中での流行語。単に流行語という意味も英語の辞書に示されている。バズワードという言葉の初出は、英語圏で1946年のことである。
2009年の『知恵蔵』にてバズワードの例として、Web 2.0、ユビキタス、マルチメディア、複雑系、責任力といった言葉が挙げられている。
クラウドコンピューティングは、2006年の Google の会議に起源があるとされ、野村総合研究所が発行する『ITロードマップ』によれば2008年にはバズワードとなり2011年時点でも定義があいまいな言葉とされたが、2016年までにはもはやバズワードではなく言葉として定着しているとされる。ビッグデータという言葉は大きなデータを指すとして昔から使われていたが、2011年に世界的に広がり『ITロードマップ』にて2012年の最大のバズワードとされた。
曖昧な意味であるため「バズワード」という言葉自体がバズワードだという意見もある。